# Nycteris hispida
Nycteris hispida là một loài động vật có vú trong họ Nycteridae, bộ Dơi. Loài này được Schreber mô tả năm 1775.